# Лебейль, Шарль
Шарль Лебейль (фр. Charles Lebayle; 28 мая 1856, Париж — 22 января 1898, там же) — французский художник.

## Биография
Уроженец Парижа, сын декоратора, также Шарля Лебейля. В 14 лет начал обучение в парижской Школе декоративных искусств («Малой школе»), а затем продолжил его у скульптора Эме Милле. Когда отец юноши умер, он взял на себя ответственность за семью и попытался продолжить семейный бизнес, но неудачно, и вскоре был признан банкротом. По совету своего друга и соученика Анри Каро он обратился к витражному искусству. Попробовав себя в роли декоратора и мастера витража и отчаянно нуждаясь в деньгах, он принял решение заняться «большой» живописью. Шарль посещал публичные мастер-классы знаменитого художника-баталиста Адольфа Ивона, после чего, в 1879 году, когда ему было примерно 22 года, наконец-то сумел поступить в парижскую Школу изящных искусств, чтобы учиться на станкового живописца.
Тем не менее Лебейль не оставил и занятия декоративным искусством. Так, в 1885 году он, вместе с одним из коллег, выполнил фигурный резной балдахин «Житие Богородицы» для кафедрального собора Сен-Лазар в Отёне. Также он создал эскизы витража для ратуши города Вана.
В 1886 году Лебейль выиграл Римскую премию (I место) за картину «Клавдия провозглашают императором». После этого, как лауреат премии, он провёл два года на вилле Медичи в Риме. Однако по возвращении ни одна из его картин не была куплена французским государством, и Лебейль понёс издержки. Вскоре после этого он потерял свою мать и сестру.
После этих событий Лебейль покинул Париж и уехал в Лион, где разрабатывал эскизы витражей для церквей и общественных зданий. Вернувшись какое-то время спустя в столицу, он попытался достичь успеха в качестве художника по стеклу, но, потерпев очередную неудачу, застрелился. К тому времени Лебейль был женат, но его это не остановило.
На фоне вполне благополучных карьер многих художников — современников Лебейля его жизненный путь сложился неудачно. Тем не менее он сумел выиграть Римскую премию, что не всегда удавалось куда более известным мастерам, а его витражи до сих пор являются украшением целого ряда соборов и светских зданий.

## Галерея
- Клавдия провозглашают императором, 1886
- Гомер
- Агнесина. Витраж